# Maria da Áustria, Imperatriz Romano-Germânica
Maria da Áustria, Maria de Espanha ou ainda Maria de Habsburgo (Madrid, 21 de junho de 1528 — Villa Monte, 26 de fevereiro de 1603) foi a primeira filha de Carlos I da Espanha e de Isabel de Portugal, nascida após o irmão Filipe. Foi esposa do imperador romano-germânico Maximiliano II.
A pedido do pai, Maria e o marido foram regentes de Espanha na sua ausência. Em 1552 Maria mudou-se para Viena, na Áustria. 
O casal teve dezesseis filhos:
1. Ana de Áustria, Rainha de Espanha (1 de novembro de 1549 - 26 de outubro de 1580), casou-se com seu tio Filipe II de Espanha, com descendência;[3]
2. Fernando de Áustria (28 de março de 1551 - 25 de junho de 1552), morreu na infância;
3. Rodolfo II (18 de julho de 1552 - 20 de janeiro de 1612), nunca se casou e não teve filhos legítimos;[3]
4. Ernesto da Áustria (15 de julho de 1553 - 12 de fevereiro de 1595), nunca se casou e nem teve filhos. Ele serviu como governador dos Países Baixos;[3]
5. Isabel da Áustria (5 de julho de 1554 - 22 de janeiro de 1592), casou-se com Carlos IX de França, com descendência;[3]
6. Maria de Áustria (27 de julho de 1555 - 25 de junho de 1556), morreu na infância;
7. Matias do Sacro Império Romano-Germânico (24 de fevereiro de 1557 - 20 de março de 1619), casou-se com sua prima Ana de Tirol, sem descendência;[3]
8. Filho natimorto (20 de outubro de 1557)
9. Maximiliano III (12 de outubro de 1558 - 2 de novembro de 1618), eleito rei da Polônia, mas nunca coroado. Ele serviu como grande mestre da Ordem Teutônica e Administrador da Prússia;[3]
10. Alberto VII (15 de novembro de 1559 - 13 de julho de 1621), ele serviu como governador dos países baixos. Casou-se com sua prima Isabel Clara Eugênia da Espanha, sem descendência sobrevivente;[3]
11. Venceslau de Áustria (9 de março de 1561 - 22 de setembro de 1578), nunca se casou e nem teve filhos;
12. Frederico de Áustria (21 de junho de 1562 - 16 de janeiro de 1563), morreu na infância;
13. Maria de Áustria (19 de fevereiro de 1564 - 26 de março de 1564), morreu na infância;
14. Carlos de Áustria (26 de setembro de 1565 - 23 de maio de 1566), morreu na infância;
15. Margarida de Áustria (25 de janeiro de 1567 - 5 de julho de 1633), freira;
16. Leonor de Áustria (4 de novembro de 1568 - 12 de março de 1580), morreu na infância.

Maria de Espanha teve grande influência sobre os filhos, os futuros imperadores Rodolfo II e Matias, que frequentemente não concordavam com a mãe, católica romana fervorosa.
Após a morte do marido em 1576, regressou à Espanha em 1582, tendo comentado estar muito feliz por viver "num país sem hereges".
Foi patrona de um compositor espanhol chamado Tomás Luis de Victoria, que teve a grande responsabilidade de escrever um Réquiem, em 1603, para o funeral de Maria de Espanha. Este requiém é considerado uma das melhores e mais refinadas obras de Tomás Luís.